# Valentina Sampaio
Valentina Sampaio (* 10. Dezember 1996 in Aquiraz, Brasilien) ist ein brasilianisches Model und Transgender-Aktivistin. Sie ist das erste trans Model, das einen Vertrag bei Victoria’s Secret bekam. Außerdem war sie das erste trans Model, das auf dem Cover der Vogue Paris porträtiert wurde, und sie wurde als erste trans Frau in einer Ausgabe der Zeitschrift Sports Illustrated vorgestellt.

## Leben
Als Sampaio acht Jahre alt war, stellte ein Psychologe fest, dass sie transgeschlechtlich ist. Mit 12 Jahren begann sie sich Valentina zu nennen. Sie sagte in Interviews, dass sie nicht für ihre Geschlechtsidentität gemobbt wurde. In einem Beitrag für The New York Times im März 2017 erwähnte sie, dass ihre Eltern (die Mutter ist Lehrerin, der Vater Fischer) immer sehr unterstützend waren und auch ihre Klassenkameraden sie als kleines Mädchen angesehen hätten.
Sampaio studierte zunächst Architektur in Fortaleza, brach das Studium aber mit 16 Jahren ab, um Mode zu studieren. Dort entdeckte sie ein Maskenbildner und nahm sie bei einer Modelagentur in São Paulo unter Vertrag.
2014 wurde sie von einer Bekleidungsfirma wegen ihrer Transgeschlechtlichkeit aus ihrem ersten Modeljob entlassen. Obwohl sie in einer der Werbekampagnen mitwirken sollte, teilte ihr das Unternehmen mit, dass die Marke konservativ sei und ihre Kunden für ein Transgender-Model nicht empfänglich wären. Trotz dieser Hürde gleich zu Beginn ihrer Karriere verließ sie zum ersten Mal ihren Heimatstaat Ceará, um in einem Independent-Film in Rio de Janeiro mitzuspielen, der später auf der São Paulo Fashion Week Premiere hatte.
Im November 2016 lief sie erstmals auf der São Paulo Fashion Week über den Laufsteg. Kurz darauf drehte L’Oréal einen Kurzfilm über Sampaio, der am Internationalen Frauentag veröffentlicht wurde. Später machte das Unternehmen sie zu einer seiner Markenbotschafterinnen. Sie ist eine Sprecherin von L’Oréal Paris zusammen mit mehreren anderen brasilianischen Frauen, darunter Grazi Massafera, Taís Araújo, Juliana Paes, Isabeli Fontana, Emanuela de Paula, Agatha Moreira und Sophia Abrahão.
Im Februar 2017 erlangte Sampaio internationale Medienaufmerksamkeit, nachdem sie das erste transgeschlechtliche Model auf dem Cover der Zeitschrift Vogue Paris wurde. Im Dezember 2017 erschien sie auf dem Cover der Vogue Brasil. Weitere Titelseiten von Zeitschriften, auf denen Sampaio zu sehen ist, sind Vanity Fair Italia, Elle Mexico und L’Officiel Turkiye. Sie hat für Marken wie Dior, H&M, Marc Jacobs, Moschino, L’Oréal und Philipp Plein gemodelt. Seit 2019 ist sie bei der New Yorker Modelagentur The Lions unter Vertrag.
Im August 2019 gab Sampaio ihre Zusammenarbeit mit dem Dessous-Label PINK von Victoria’s Secret bekannt, was sie zum ersten trans Model bei dem Unternehmen macht. 2020 wurde Sampaio die erste Trans-Frau, das in der Sports Illustrated erschien.
Sampaio ist eine Verfechterin der Gleichstellung und des Bewusstseins für Transgender, und sie hat gegen die Diskriminierung von Transgender-Personen in ihrem Heimatland gekämpft. In der 16. Staffel von Germany’s Next Topmodel wirkte sie als Gastjurorin mit.

## Filmografie
Fernsehen
| Jahr | Titel                   | Rolle           |
| ---- | ----------------------- | --------------- |
| 2017 | A Força do Querer       | sie selbst      |
| 2021 | Germany’s Next Topmodel | als Gastjurorin |

Film
| Jahr | Titel            | Rolle    |
| ---- | ---------------- | -------- |
| 2017 | Berenice Procura | Isabelle |